# Bresse

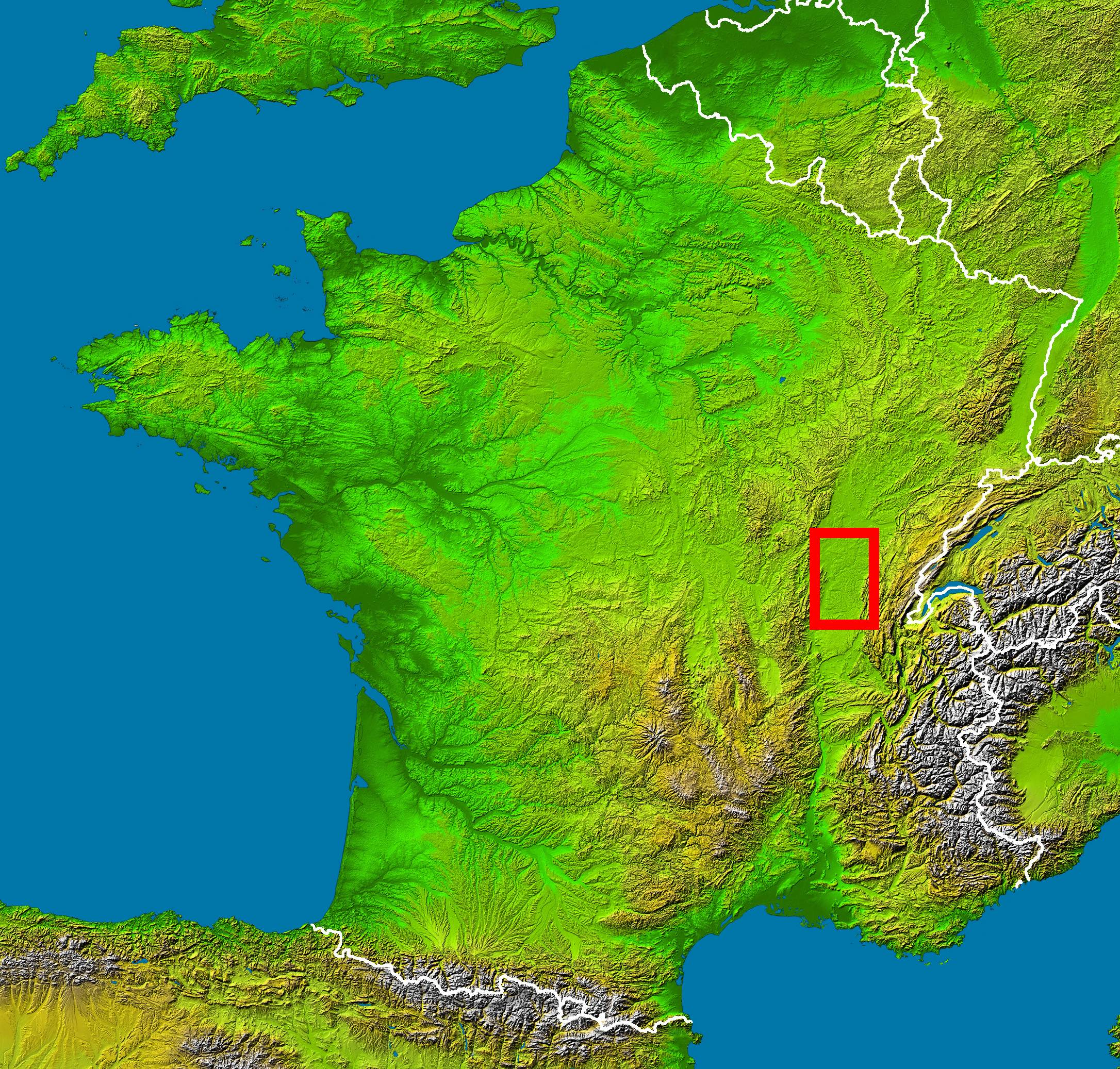
Bresse na mapie Francji

Bresse (fr.-prow. Brêsse) – dawna prowincja Francji, usytuowana w środkowo-wschodniej części kraju, na pograniczu regionów Burgundia-Franche-Comté i Owernia-Rodan-Alpy. W sensie geograficznym składa się z trzech części: burgundzkiej (obecnie wschodnia część departamentu Saône-et-Loire), części wchodzącej w skład departamentu Ain oraz części najmniejszej, stanowiącej obecnie zachodnią część departamentu Jura.
W Bresse używany jest dialekt Brassè należący do języka franko-prowansalskiego.

## Historia

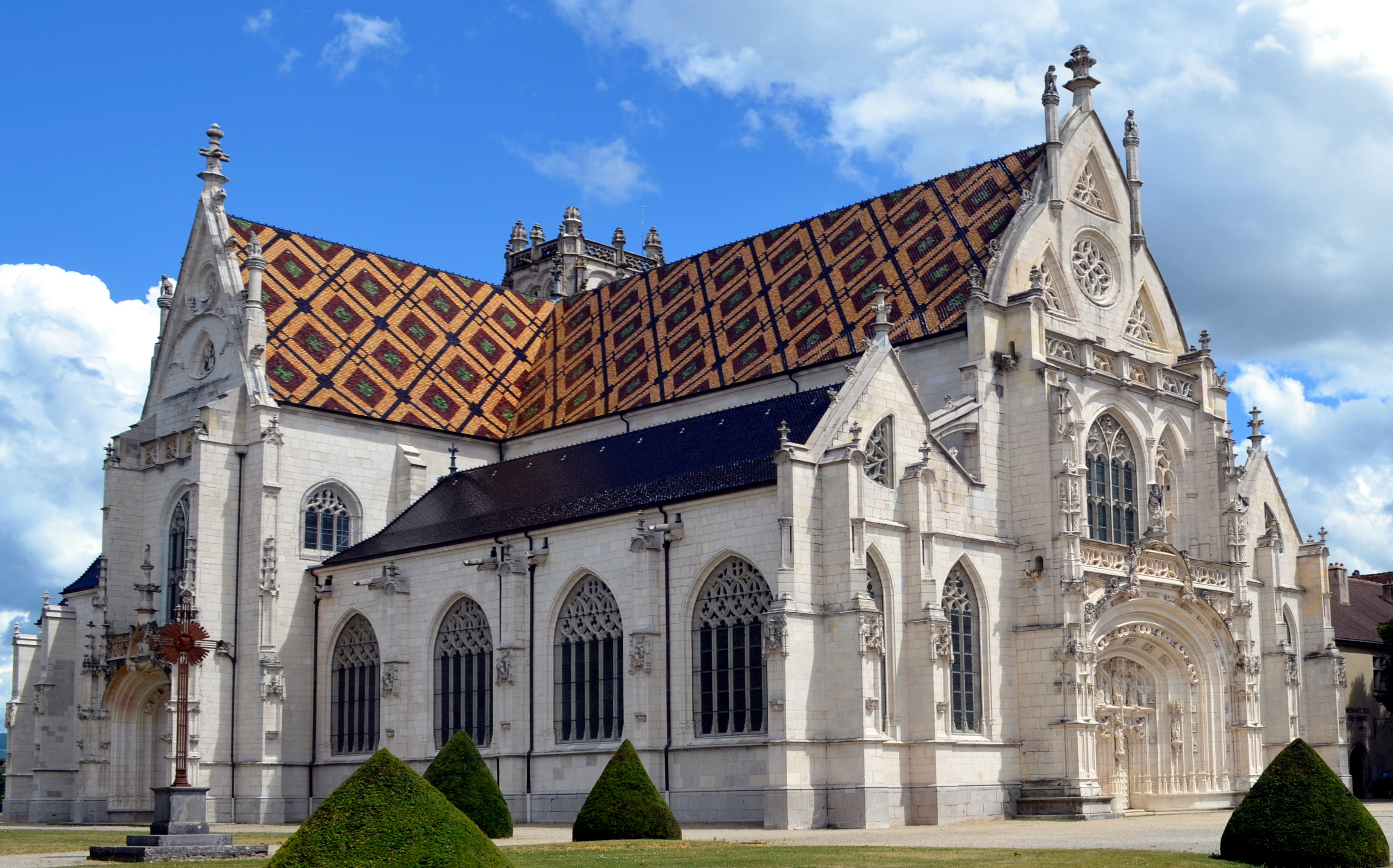
Kościół pod wezwaniem św. Mikołaja z Tolenino w Bourgu

Od XII w. Bresse należała do posiadłości domu Sabaudzkiego. Było to niewielkie księstwo ze stolicą w mieście Bâgé. Na początku XV w. władcy Sabaudii przenieśli stolicę do położonego bliżej granicy z Francją miasta Bourg-en-Bresse, co zapoczątkowało przeszło stuletni okres intensywnego rozwoju prowincji. W pierwszej połowie XVI w. następują coraz śmielsze próby zajęcia prowincji przez królów Francji. W 1535 r. Bourg-en-Bresse zostało zajęte na jakiś czas przez Francuzów. Pomimo ufortyfikowania miasta przez księcia sabaudzkiego Filiberta Emanuela sabaudczycy nie byli w stanie obronić prowincji przed Francuzami. Ostatecznie Sabaudia musiała skoncentrować się na swych domenach alpejskich. Na mocy traktatu zawartego w Lyonie 11 stycznia 1601 r. przez księcia Sabaudii Karola Emanuela I i króla Francji Henryka IV Francja przejęła Bresse i Bugey. Sabaudia otrzymała w zamian tereny byłego markizatu Saluzzo w Piemoncie.

## Gospodarka
Bresse jest regionem typowo rolniczym. Osadnictwo jest rozproszone. Rozwinięta jest m.in. uprawa kukurydzy, sadownictwo i hodowla bydła. Według tradycji, Bresse jest pierwszym regionem Francji, w którym ziarno kukurydzy zastosowano jako pokarm dla ludzi: potrawa z mąki kukurydzianej gotowanej z mlekiem lub masłem stanowiła dawniej w miesiącach zimowych podstawę wyżywienia tutejszych wieśniaków. Kukurydza stanowi dziś również podstawę do prowadzonej na szeroką skalę hodowli drobiu: kurczaków i indyków, które są najbardziej znanym produktem tego regionu.

## Poulet de Bresse

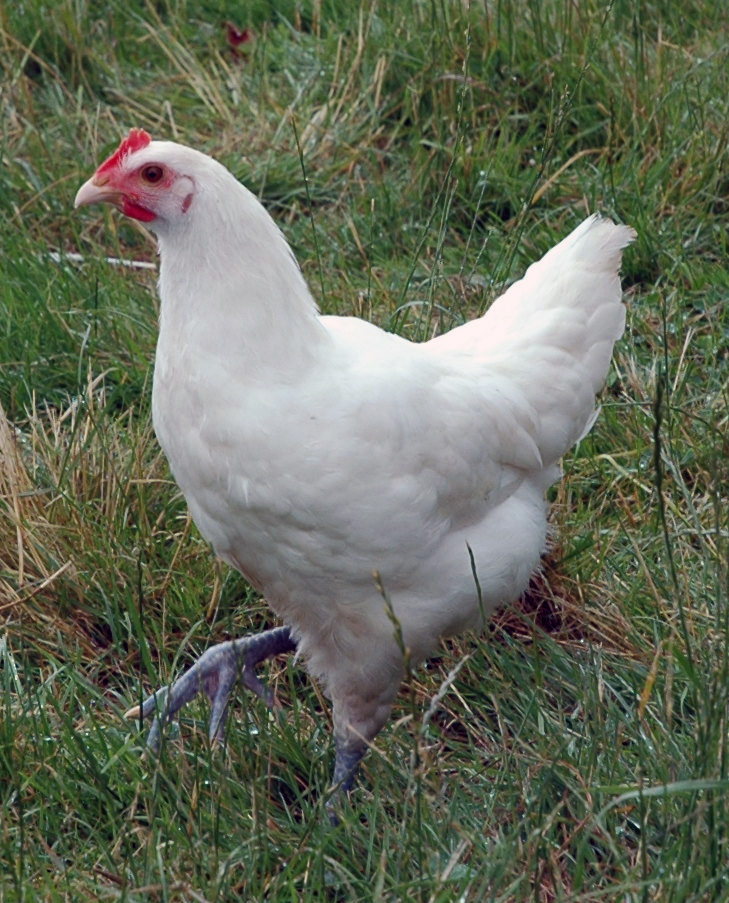
Regionalna odmiana kurczaka

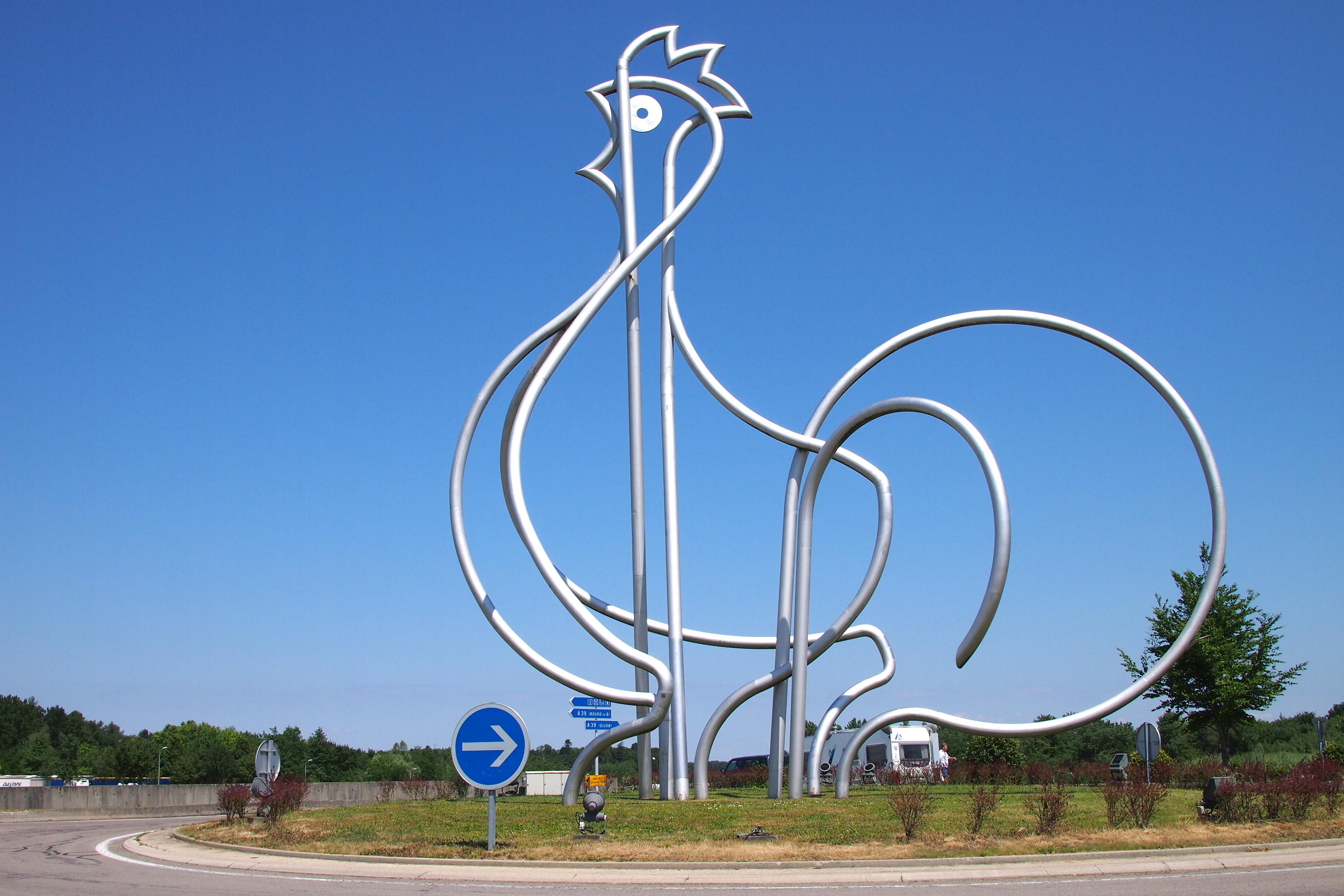
oraz jej pomnik przy trasie A39

Od XVI w. prowincja słynie z hodowli kur, a zwłaszcza z produkcji kapłonów i pulard. Obecnie tradycyjną hodowlą kurczaków, które (zgodnie z ustaleniami dla tego produktu regionalnego - franc.: Appellation d'origine contrôlée - AOC) 3/4 swego życia spędzają na wybiegu na wolnym powietrzu, zajmuje się tu 330 producentów. Produkcja wynosi ok. 1,2 miliona sztuk rocznie.
Kurczak z Bresse (franc.: poulet de Bresse) ma białe upierzenie, niebiesko zabarwione łapki i pięciopalczasty grzebień. Cechuje się delikatnym, jasnym i jędrnym mięsem oraz doskonałym smakiem. Najlepszy jest upieczony bez żadnych dodatków. Jest jedynym kurczakiem we Francji, który otrzymał własną AOC. W handlu jest sprzedawany zwykle z opierzonym łebkiem, z metalową spinką na szyjce i dołączonymi (na znak autentyczności!) niebieskimi łapkami. W restauracjach jego pochodzenie zawsze jest w menu zaznaczone.